# Cynthia merlinde
Cynthia merlinde är en fjärilsart som beskrevs av Jose Francisco Zikán 1937. Cynthia merlinde ingår i släktet Cynthia och familjen praktfjärilar. Inga underarter finns listade i Catalogue of Life.